# Dekanat Roth-Schwabach
Das Dekanat Roth-Schwabach ist ein Dekanat der römisch-katholischen Kirche im Bistum Eichstätt. Im Dekanat leben rund 61.987 Katholiken auf etwa 935 km². Territorial umfasst das Dekanat den mittelfränkischen Landkreis Roth, die Stadt Schwabach sowie die zum Bistum Eichstätt gehörenden Teile des mittelfränkischen Landkreises Fürth. Es wurde am 12. Juni 2011 aus den ehemaligen Dekanaten Hilpoltstein und Schwabach gegründet. Erster Dekan war Domkapitular Alois Ehrl. Nachfolger ist Matthäus Ottenwälder. Es gehören 28 Pfarreien zum Dekanat Roth-Schwabach. Am Ostersonntag, dem 16. April 2017 wurde das Dekanat in zehn Pastoralräumen organisiert.

## Liste der Pfarreien
- Pfarrei Schwabach 11002 Katholiken
  - St. Sebald
- Pfarrverband Hilpoltstein 8250 Katholiken
  - Hilpoltstein, St. Johannes
    - Hofstetten, Mariä Verkündigung
    - Mörlach, St. Hippolyt
    - Heuberg, St. Walburga

  - Jahrsdorf, Mariä Geburt
    - Mindorf, St. Stephan

  - Meckenhausen, St. Martin
    - Sindersdorf, St. Walburga

  - Weinsfeld, St. Michael
  - Zell, St. Walburga
    - Eysölden, Heilig-Kreuz-Kirche
- Pfarrverband Roth-Büchenbach 8054 Katholiken
  - Büchenbach, Herz Jesu
  - Roth, Mariä Aufnahme in den Himmel
- Pfarrverband Rednitzhembach-Wendelstein 7764 Katholiken
  - Plöckendorf, Heilig Kreuz
  - Wendelstein, St. Nikolaus
- Pfarrverband Großweingarten-Abenberg-Spalt-Theilenberg 5732 Katholiken
  - Abenberg, St. Jakobus
  - Großweingarten, St. Michael
  - Spalt, St. Emmeram und St. Nikolaus
  - Theilenberg, St. Wenzeslaus
- Pfarrverband Greding
  - Greding: St. Jakobus, Grabkirche St. Magdalena, St. Martin
    - Hausen, St. Peter und Paul
      - Petermühle

    - Kaising, Mariä Empfängnis
    - Landerzhofen, St. Thomas
      - Attenhofen

    - Mettendorf, St. Johannes der Täufer

  - Großhöbing, St. Johannes
    -       - Günzenhofen
      - Wildbad

    - Schutzendorf, St. Wolfgang

  - Heimbach, St. Pauli Bekehrung
    - Euerwang, St. Martin
    - Kraftsbuch, St. Andreas
    - Linden, Maria Hilf

  - Obermässing, Mariä Himmelfahrt
    - Häusern, St. Leonhard
    - Österberg, St. Stephanus
      - Kleinnottersdorf
      - Viehhausen

  - Röckenhofen, St. Ägidius
    - Herrnsberg, St. Pankratius

  - Untermässing, St. Leodegar
    - Lohen, St. Johannes
- Pfarrei Allersberg 4590 Katholiken
  - Allersberg, Allerheiligen und Maria Himmelfahrt
- Pfarrverband Georgensgmünd-Röttenbach 3856 Katholiken
  - Georgensgmünd, St. Wunibald
  - Röttenbach, Maria Königin und St. Ulrich
- Pfarrverband Heideck-Laibstadt-Liebenstadt-Thalmässing 3842 Katholiken
  - Heideck, St. Johannes und Unsere Liebe Frau
  - Laibstadt, Mariä Himmelfahrt
    - Aberzhausen, St. Martin

  - Liebenstadt, St. Michael
  - Thalmässing, St. Petrus und Paulus
    - Ohlangen, St. Gregor
- Pfarrei Christkönig Roßtal 3413 Katholiken
  - Roßtal, Christkönig
    - Clarsbach, Maria Königin
    - Großhabersdorf, St. Walburga